# Damian Lewis
Damian Lewis, född 11 februari 1971 i London, är en brittisk skådespelare. Han har bland annat medverkat i tv-serierna Band of Brothers, Forsytesagan och Homeland. Den sistnämnda vann han 2012 en Emmy Award för som bästa dramaskådespelare.

## Uppväxt
Lewis växte upp i St. John's Wood i London, tillsammans med sina tre syskon Gareth (numera filmproducent och regissör), Amanda och William. När han var åtta år gammal flyttade han dock hemifrån, för att gå på internatskolan Ashdown House i Sussex. Vid Ashdown studerade han bland annat latin, grekiska och idrott. Han började också utveckla ett intresse för teater och fick sina allra första skådespelarerfarenheter då han medverkade i ett antal skolpjäser. Hans första roll var som polisman i skolans uppsättning av Gilbert och Sullivans The Pirates of Penzance.
Efter examen från Ashown House började Lewis studera vid internatskolan Eton College i Eton, där ett flertal engelska kungligheter och andra prominenta personer i Storbritannien har gått under årens lopp.
Efter Eton arbetade Lewis under en kort period som billarmsinstallatör i London, innan han beslutade sig för att inte läsa vidare vid universitetet, utan att i stället söka in till teaterskola. Han ansökte till fem skolor, blev antagen till två, och valde till sist att studera vid Guildhall School of Music and Drama. Efter examen 1993 arbetade han i flera år för The Royal Shakespeare Company. Han spelade han bland annat Hamlet och medverkade i ett flertal andra Shakespeare-produktioner på scen.
År 1998 var Lewis nära att dö i en motorcykelolycka på väg hem från teatern, där han då spelade i Shakespeares Much Ado about Nothing. Han kunde efter detta inte arbeta under flera månader.

## Karriär
År 1999 fick Damian Lewis sitt stora genombrott för den internationella TV-publiken när han spelade en av huvudrollerna, Löjtnant Neil Loughrey, i det prisbelönade brittiska BBC-dramat Warriors (1999). Warriors handlade om inbördeskriget i det forna Jugoslavien under 1990-talet och den effekt kriget hade på de FN-soldater som skickades dit för att upprätthålla ordningen. Efter detta följde mindre TV-roller i bland annat Hearts and Bones (2000) och Life Force (2000).
År 2000 fick Damian Lewis en av huvudrollerna i ytterligare ett soldatdrama på TV - amerikanska Band of Brothers (2000). Lewis själv blev mycket förvånad över att få den eftertraktade rollen som den amerikanske krigshjälten Richard "Dick" Winters - han var ju först och främst brittisk, och, då han aldrig trodde att han skulle få rollen, kom han dessutom bakfull och allmänt bortkommen till intervjun med filmproducenterna Steven Spielberg och Tom Hanks. Serien Band of Brothers blev otroligt populär i ett flertal länder runt om i världen när den först sändes och Damian Lewis blev bland annat nominerad till en Golden Globe för sin rolltolkning. Han fick även mycket beröm för sin amerikanska accent som han använder i serien. Många av hans amerikanska kollegor i branschen trodde länge att han skämtade eller ljög om att han egentligen var från England.
Succén med Band of Brothers ledde till flera ytterligare rollerbjudanden i USA. Producenterna till den amerikanska krigsfilmen Black Hawk Down (2001) var exempelvis mycket angelägna om att få Lewis till att medverka i deras film, men då han kände att han inte ville spela ännu en soldat, beslutade sig Lewis istället för att återvända hem till England för medverka i den nyinspelningen av Nobelpristagaren John Galsworthys Forsytesagan - (2003). I Forsytesagan - en historia om en rik familj i dåtidens England och som innehåller ingredienser som otrohet, besatt kärlek, och våldtäkt -  spelade Lewis den rike gentlemannen Soames Forsyte, som till en början är besatt av att äga allt och alla, men som så småningom lär sig om empati och andra människors känslor. Lewis fick mycket beröm även för denna skådespelarinsats och det var en roll som han personligen tyckte var oväntat lätt att spela. Detta var inte minst för att Soames alla kostymer - flera olika frackar med enormt stela kragar - i princip var av samma slag som skoluniformerna vid Eton College. Detta menade Lewis gjorde att han mer eller mindre "kände sig som hemma".
Under de senaste åren har Damian Lewis jobbat både i England samt USA. Bland hans mest kända och uppskattade filmer under de senaste åren finns bland annat brittiska Friends and Crocodiles (2005) samt amerikanska Dreamcatcher (2003), Keane (2004) och An Unfinished Life (2005). Han har även återvänt till teaterscenen i London, där han bland annat har medverkat i Henrik Ibsens Pillars of the Community. Under 2006 spelade Lewis in sin nya film The Baker (som planerades ha premiär 2007), vilken hans bror Gareth har skrivit och även regisserar.
2012 tilldelades Lewis en Emmy Award i kategorin Bästa manliga huvudroll – drama för sin roll som Nicholas Brody i TV-serien Homeland. Även på Golden Globe-galan 2013 vann han utmärkelsen för Bästa manliga huvudroll – drama.

## Privatliv
Damian Lewis var 2007 gift med den brittiska skådespelaren Helen McCrory fram till hennes död 2021. Paret har en dotter, född 8 september 2006, samt en son, född 2 november 2007.

## Filmografi
- Micky Love (1993) (TV)
- Poirot: Hickory Dickory Dock (1995) (TV)
- Ett fall för Frost: Deep Waters (1996) (TV)
- Robinson Crusoe (1997)
- Warriors (1999) (TV)
- Life Force (2000) (TV-serie)
- Hearts and Bones (2000) (TV-serie)
- Band of Brothers (2001) (TV-serie)
- Forsytesagan (TV-serie)
- Jeffrey Archer: The Truth (2002) (TV)
- Drömfångare (2003)
- Alistair McGowan's Big Impression (TV-serie)
- Keane (2004)
- Nyfes (2004)
- Colditz (2005) (TV)
- Chromophobia (2005)
- Friends and Crocodiles (2005) (TV)
- En dag i livet (2005)
- Much Ado About Nothing (2005) (TV)
- The Situation (2006)
- Stormbreaker (2006)
- Life (2007-2008) (TV-serie)
- The Baker (2007)
- Homeland (2011–2013) (TV-serie)
- Billions (2016-2020) (TV-serie)
- Once Upon a Time in Hollywood (2019)

## Teater
- The School for Wives (1993)
- Romeo och Julia (1993-1994)
- Rope (1993-1994)
- Hamlet (1994-1995)
- Little Eyolf (1997-1998)
- The Devil Is an Ass (1997-1998)
- Cymbeline (1998)
- Much Ado about Nothing (1998)
- Into the Woods (1998-1999)
- Five Gold Rings (2003)
- Pillars of the Community (2005-2006)